# イメージエポック
株式会社イメージエポック（英: IMAGEEPOCH INC.）は、かつて存在したコンピューターゲームソフトウェアの企画・開発・販売及びこれらの受託を主な事業内容としていた日本の企業。

## 概要
2004年8月に「合資会社イメージエポック」として設立。設立メンバーにはセガで『エターナルアルカディア』『サクラ大戦3 〜巴里は燃えているか〜』の開発に携わっていた小村一生もいた。グラフィックデザインを受注しつつ、2005年6月には株式会社スタジオイメージエポックが合資会社イメージエポックを吸収合併して株式会社化。
2006年にゲーム開発事業に移行し、ニンテンドーDS用ソフト『ルミナスアーク』を開発、2007年2月マーベラスインタラクティブよりリリース。
2007年11月、事業拡大のために社屋を移転。以降2009年6月に発売したWii用ソフト『アークライズファンタジア』までは全て任天堂プラットフォームでの開発を主流としてきたが、同年9月に発表されたPSP用ソフト『ラストランカー』よりSCEプラットフォームの開発に参入。2010年にはパブリッシャー化およびHDゲーム機（PS3、Xbox 360）への参入を表明、2011年4月28日発売のPSP用ソフト『最後の約束の物語』をパブリッシャー第1弾タイトルとしてリリースした。
また、2009年度より『Master of Epic』の追加アップデートである新Age「Ancient Age」の企画・デザインに参加、2011年にはニコニコアプリの『ぷちっと★ロックシューター』『シュヴァリエサーガタクティクス』を開発するなど、オンラインゲーム開発にも参入していた。
代表を務める御影良衛を含め開発陣には若年層が多かった。開発タイトルはRPGが多く、同ジャンルに拘りを見せるものの、特定の方向には囚われずに事業を進めていく計画だとしていた。御影はCEDEC 2009のゲームデザイン部門での講演にて、上場準備を始めていると語った。その一方で、スマートフォン向けのアプリの開発にも挑戦したが、開発方法の違いから挫折した。

### 破産
2010年3月期にソフト開発の失敗などで、4億5197万円の最終赤字となり、同時に債務超過へ転落。この時期から社内において派閥争いや社内政治が目立つようになり、「作りたいものを作る」より「自分が有利になるように、失敗しないものを作る」という保守的なものへと変わっていった。ほとんどの部門が赤字で、唯一の黒字部門が小村が所属していたデザイン部のみであった。東日本大震災を機に、小村は当時の開発部の部長と2人で独立する事を計画した。小村は御影に独立の話をしたところ、御影は「ふたりに辞められたら、会社が立ち行かない」「辞めるというなら、小村の部下を全員連れていって独立してくれ」と言い返したという。その矢先に小村が取締役会に呼び出され、取締役会にて小村は「その話はナシだ」「クーデターの首謀者」と糾弾され、小村はイメージエポックを追放された。小村は後に株式会社ワンオアエイトを設立した。
御影が最初に破産の予兆を感じたのは2012年、経営に携わっていた者から人員削減や会社のあり方について提言された際で、「10人乗っている船から7人落とさなければ、みんな死ぬような状況」だったため、提言を突っぱねてしまった。御影は2018年の4Gamer.netでのインタビューの中で、「沈没することを選んでしまったことに対しては、ものすごく反省している」と述べており、この頃から破産までの間は精神的に追い詰められていたことも明らかにした。
2013年の秋頃にははっきりと無理を感じ、スマホゲームへの移行を模索したものの、コンシューマゲームとの開発の仕方や文化の違いに挫折し、以降は会社を縮小させながら出来ることの模索を始めた。同時期には既に、下請け企業に対する一部未払いが発覚してトラブルになっている。同時期から開発スタッフの退職が相次ぎ、一部スタッフはイメージエポックと確執を起こした小村が設立したワンオアエイトへ移籍した。「ルミナスアークシリーズ」の発売元であるマーベラスは、シリーズ最新作となる『ルミナスアーク インフィニティ』の開発元をイメージエポックからFELISTELLAへ変更した。
2014年10月に創業10周年記念作品と銘打ったパブリッシングタイトル『STELLA GLOW』を発表した一方、2014年の後期の決算で大型プロジェクトの開発中止を特別損失として計上し、これが破産の直接の要因となった。また、それとは別のタイトルも開発中止になり、評判が悪くなかった発売済みタイトルからも開発費を回収するだけの収益を上げることが出来なかったことなどが追い打ちをかけ、御影は2015年の春での破産を覚悟した。
2015年1月には、「会社が清算準備に入っている」「御影が夜逃げした」などの噂が業界内を駆け巡り、2月には本社オフィスのフロアに「入居者募集」の看板が掲げられ、不動産関連サイトにも本社オフィスのフロアが掲載されるなど本社が閉鎖状態になり、メールでも連絡が取れない状況に陥る。『STELLA GLOW』のスタッフは同年3月までに水谷英之プロデューサーが株式会社イルカへ移籍するなど、他社へ移籍している。
2015年4月1日には、同社の公式サイトへアクセスできない状態に陥り、それから間もない同年4月3日には、アイディアファクトリー代表の佐藤嘉晃が「御影社長と連絡が取れなくなったので、連絡可能な方は連絡をほしがっている旨を伝えて欲しい」とTwitter上で異例の呼びかけを行った。同年5月7日には、関連会社の株式会社スマイルオンラインゲームとともに東京地方裁判所より破産手続き開始決定を受けた。総負債額は2社合わせて11億300万円。
「セブンスドラゴンシリーズ」と前述の記念タイトルから事実上の当社最終作となった『STELLA GLOW』は、セガによって引き継がれる形となる。また、取引会社の協力もあり、社員の給料は確保できたものの、フリーランスのスタッフや開発以外の業務にあたっていた外注会社への給料の未払いが生じた。破産手続開始後における御影自身の消息は不明となり、真偽不明の噂や、死亡説まで流れたという（なお、御影は後に合同会社MIKAGEの代表に就任。さらに株式会社リブリーズのアーキテクト・エンジニア兼代表取締役にも就き、2018年にPCブラウザ&スマホ向けMMORPG『クラン戦記』を発表した）。
スマイルオンラインゲームは2016年3月11日に、イメージエポックは同年3月14日にそれぞれ法人格が消滅した。

## 経営破綻時点での開発ソフト
※自社リリース作品は太字で示す。
ニンテンドーDS
- ルミナスアーク（発売元：マーベラスインタラクティブ）
- ルミナスアーク2 ウィル（発売元：マーベラスエンターテイメント）
- ルミナスアーク3 アイズ（発売元：マーベラスエンターテイメント）
- ワールド・デストラクション（発売元：セガ）
- セブンスドラゴン（発売元：セガ）

ニンテンドー3DS
- 闘神都市
- ソニプロ（製作・発売元 / 開発：タムソフト）
- ヨッシー New アイランド （発売元：任天堂）※開発協力
- STELLA GLOW（発売元：セガゲームス）

PlayStation Portable
- ラストランカー（発売元：カプコン）
- Fate/EXTRA（発売元：マーベラスエンターテイメント）
- Fate/EXTRACCC（発売元：マーベラスAQL）
- クリミナルガールズ（発売元：日本一ソフトウェア）
- 最後の約束の物語
- ブラック★ロックシューター THE GAME
- セブンスドラゴン2020（発売元：セガ）
- ソールトリガー
- セブンスドラゴン2020-II（発売元：セガ）

Wii
- 名探偵コナン 追憶の幻想（ミラージュ）（発売元：マーベラスインタラクティブ）
- 大乱闘スマッシュブラザーズX（発売元：任天堂）※開発協力
- アークライズファンタジア（発売元：マーベラスエンターテイメント）

PlayStation 3
- 戦場のヴァルキュリア（発売元：セガ）※開発協力
- 時と永遠 〜トキトワ〜（発売元：バンダイナムコゲームス）

ブラウザゲーム・オンラインゲーム
- Master of Epic（Ancient Ageアップデート）
- ぷちっとロックシューターforニコニコアプリ
- シュヴァリエサーガタクティクスforハンゲーム